# Puerto de Beirut
El Puerto de Beirut (en árabe: مرفأ بيروت) es el principal puerto en el Líbano se encuentra en la parte oriental de la bahía de San Jorge en la costa mediterránea al norte de Beirut, y al oeste del río Beirut. Es uno de los puertos más grandes y concurridos del Mediterráneo Oriental. El puerto de Beirut y el Aeropuerto internacional Rafic Hariri son los principales puntos de entrada al país. El puerto es operado y administrado por una entidad conocida como Gestión y explotación del Puerto de Beirut (GEPB), que es la Autoridad Portuaria de Beirut. Las Operaciones de la terminal de contenedores se subcontratan a un consorcio privado llamado Consorcio terminal de contenedores de Beirut (BCTC).
El puerto es operado y administrado por la «Gestion et exploitation du port de Beyrouth» (GEPB), (en francés, "Autoridad Portuaria de Beirut"). Las operaciones de la terminal de contenedores se subcontratan al Consorcio privado de terminales de contenedores de Beirut (BCTC).

## Historia

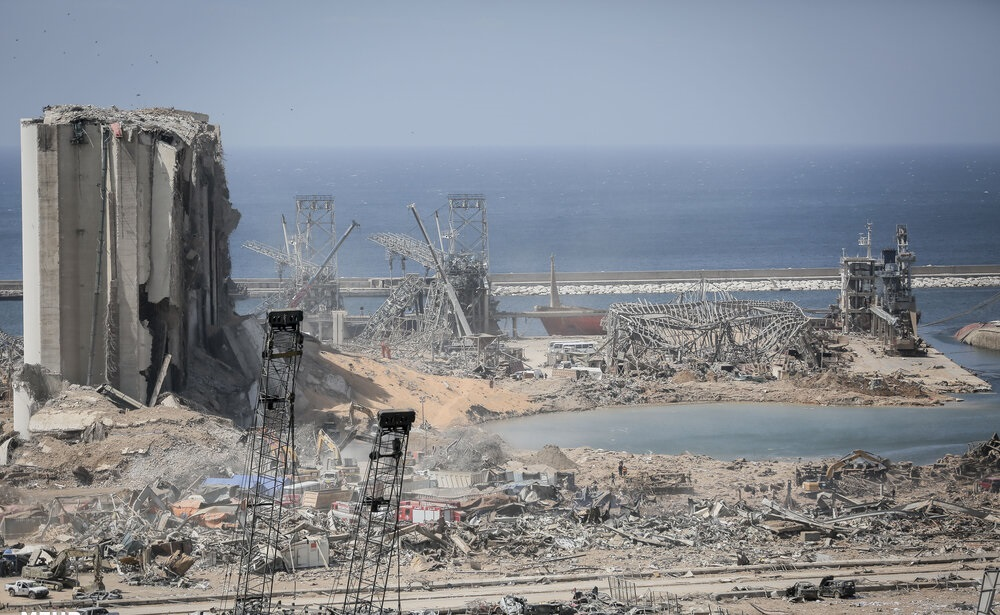
El puerto de Beirut destruido tras sufrir dos explosiones el 4 de agosto de 2020.

Desde el final de la Guerra Civil Libanesa en 1990, el puerto ha pasado por un importante programa de actualización y expansión con la rehabilitación de las instalaciones portuarias existentes, la construcción de nuevos edificios administrativos y la construcción de una nueva terminal de contenedores.
Ha sido una importante puerta de entrada para el transporte de mercancías a Siria, Jordania, Irak y los Estados del Golfo Pérsico.
El 4 de agosto de 2020 ocurrió una explosión masiva en un almacén de pirotecnia del Puerto de Beirut. Se han confirmado 207 muertos, más de 6500 heridos y nueve desaparecidos.